# Johannes Bodaeus van Stapel
Pour les articles homonymes, voir Stapel.
Johannes Bodaeus van Stapel (en latin Ioannes Bodaeus a Stapel, en italien Giovanni Bodeo da Stapel ou Giovanni Bodeo da Stapelio, en français Jean/Johannes Bodaeus de Stapel ou à Stapel), né en 1602 à Amsterdam, dans les Provinces-Unies, et mort en 1636 dans la même ville,,, est un botaniste et médecin néerlandais,.

## Biographie
Giovanni Bodeo da Stapelio est né à Amsterdam vers le debut du XVIIe siècle. Son père, le médecin Engelberto Stapel l'envoya étudier à Leyde où naît son intérêt pour la botanique. Au cours de ses études médicales à Leyde, il a été formé à la botanique par Adolphe Vorstius (1597-1663).
Il est connu pour son travail sur de la version latine de l'ouvrage Historia plantarum de Théophraste, terminé avant sa mort avenue en 1636 et publiée à Amsterdam en 1644 à titre posthume par son père, une référence incontournable pour les botanistes occidentaux de l'époque. La traduction latine est celle de Théodore Gaza. Cette version latine compte 1 200 pages (plus 50 illustrations en noir et blanc, hors texte). Les dessins des plantes et de leurs parties sont très schématiques mais très fidèles à la réalité. Au fil des commentaires, Stapelio en profite pour illustrer de façon presque encyclopédique les diverses espèces botaniques et leurs applications. Son collègue, l'humaniste Gaspard van Baerle, lui a consacré un poème en latin. Carl von Linné a nommé, en son honneur, le genre Stapelia de la famille des Apocynacées,.

## Sources
- (de) Cet article est partiellement ou en totalité issu de l’article de Wikipédia en allemand intitulé « Johannes Bodaeus van Stapel » (voir la liste des auteurs).
- (en) G. A. Lindeboom : Dutch Medical Biography: a Biographical Dictionary of Dutch Physicians and Surgeons 1475-1975. Amsterdam, 1984.